# Lieksa
Lieksa er en by og en kommune i Finland .
Det ligger i regionen nordlige Karelen og har en befolkning på 10.799 (31. juli 2020), og dækker et areal på 4.067,6 km², hvoraf 649,14 km² er vand. Befolkningstætheden er 3,17 indb./km². Nabokommunerne er Ilomantsi, Joensuu, Juuka, Kontiolahti, Kuhmo og Nurmes.
Kommunen er ensproget finsk .
Byen Lieksa blev etableret i 1973, da købstaden Lieksa og Pielisjärvi kommune blev lagt sammen.